# Réserve naturelle de Diaccia Botrona
Le réserve naturelle de Diaccia Botrona (en italien : Riserva naturale Diaccia Batrona)  est une zone naturelle protégée et un site Ramsar caractérisée par un environnement marécageux typique qui occupe une partie de la plaine entre Castiglione della Pescaia et Grosseto, dans la province de Grosseto en Toscane.

## Historique
La zone a été déclarée zone humide de valeur internationale selon la Convention de Ramsar de 1971 et est l'un des biotopes d'intérêt végétal significatif digne de conservation en Italie étudié par le Groupe de travail sur la conservation de la nature de la Société botanique italienne et par le Territorial Programme de Recherche sur les Espaces Naturels à Protéger mené par le CNR et le Ministère des Travaux Publics. De plus, la Réserve relève du SIC no 111 et de la ZPS 111B identifié comme « une zone très importante pour le repos, l'hivernage et la nidification des oiseaux aquatiques ». Parmi les sites de la Birdlife International au cours des dernières années, il s'est avéré être la zone humide la plus importante de Toscane pour l'hivernage des Anatidae ; d'une grande importance aussi pour la nidification des Ardeidae et du busard des roseaux.

## Territoire
La zone protégée est ce qui reste de l'ancien lac Prile, un vaste bassin lacustre qui, au cours des siècles passés, occupait presque entièrement la plaine et qui a été presque complètement drainé à la suite des grands travaux de polderisation entamés par les Lorrains au XVIIIe siècle par des travaux de canalisation d'eau pour éliminer définitivement le paludisme.
Le marais est divisé en deux zones, de tailles différentes, de Diaccia et Botrona par la digue où se trouve la Casa Rossa Ximenes 

## Galerie

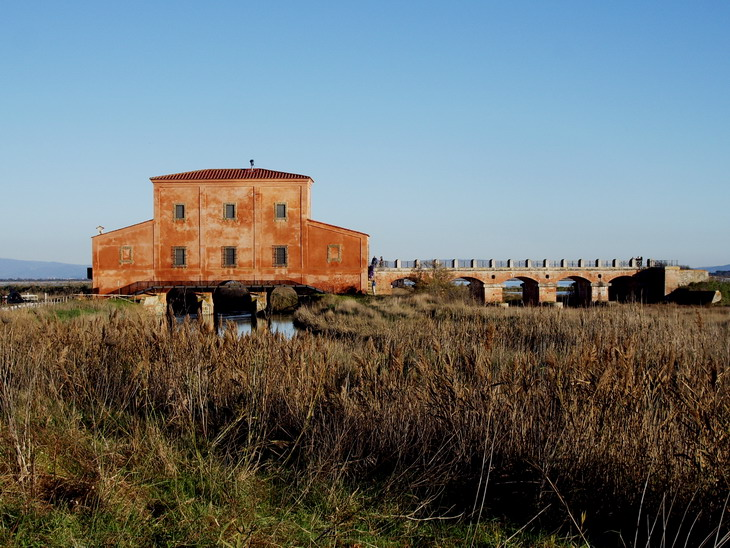
Casa Rossa Ximenes
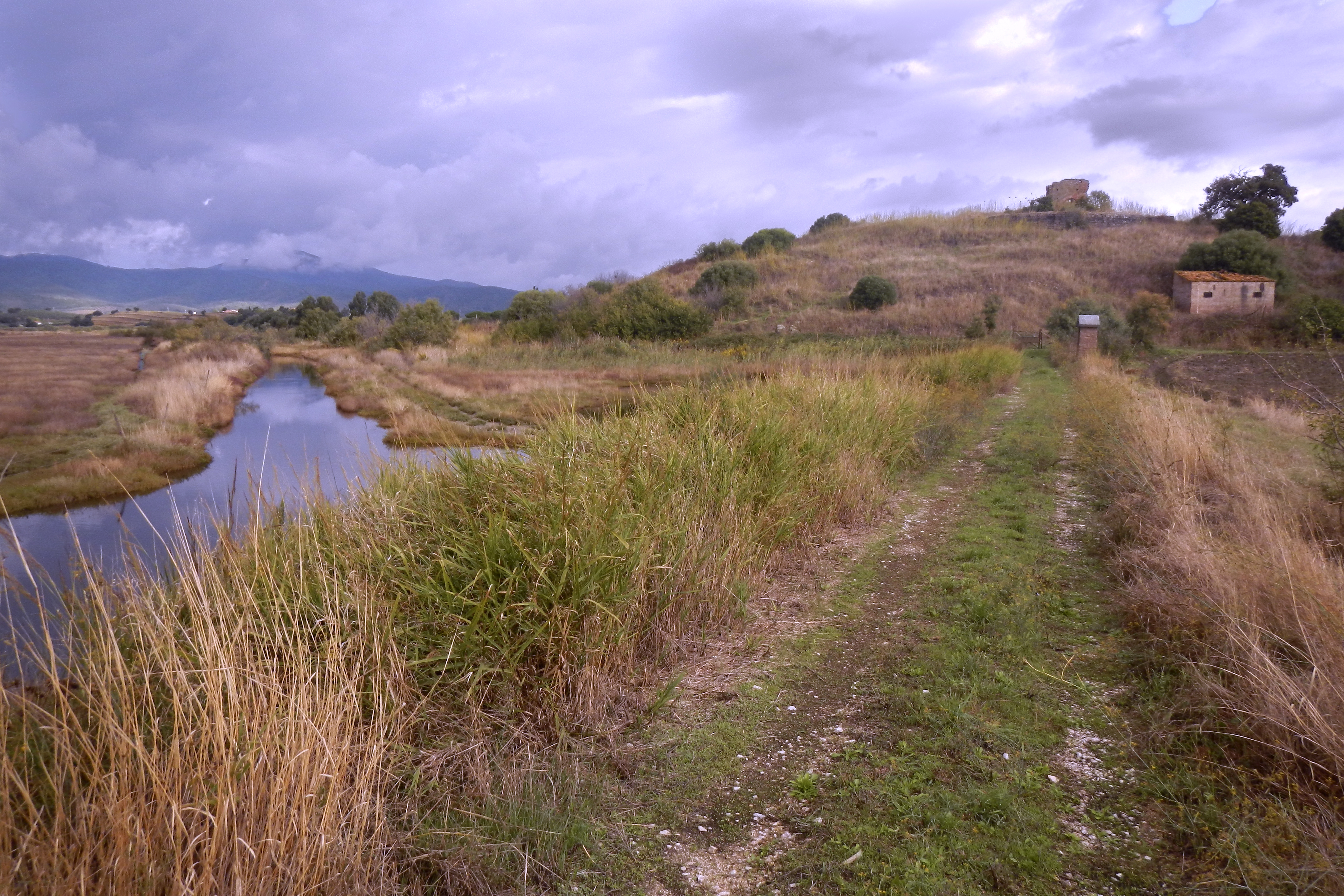
Marais
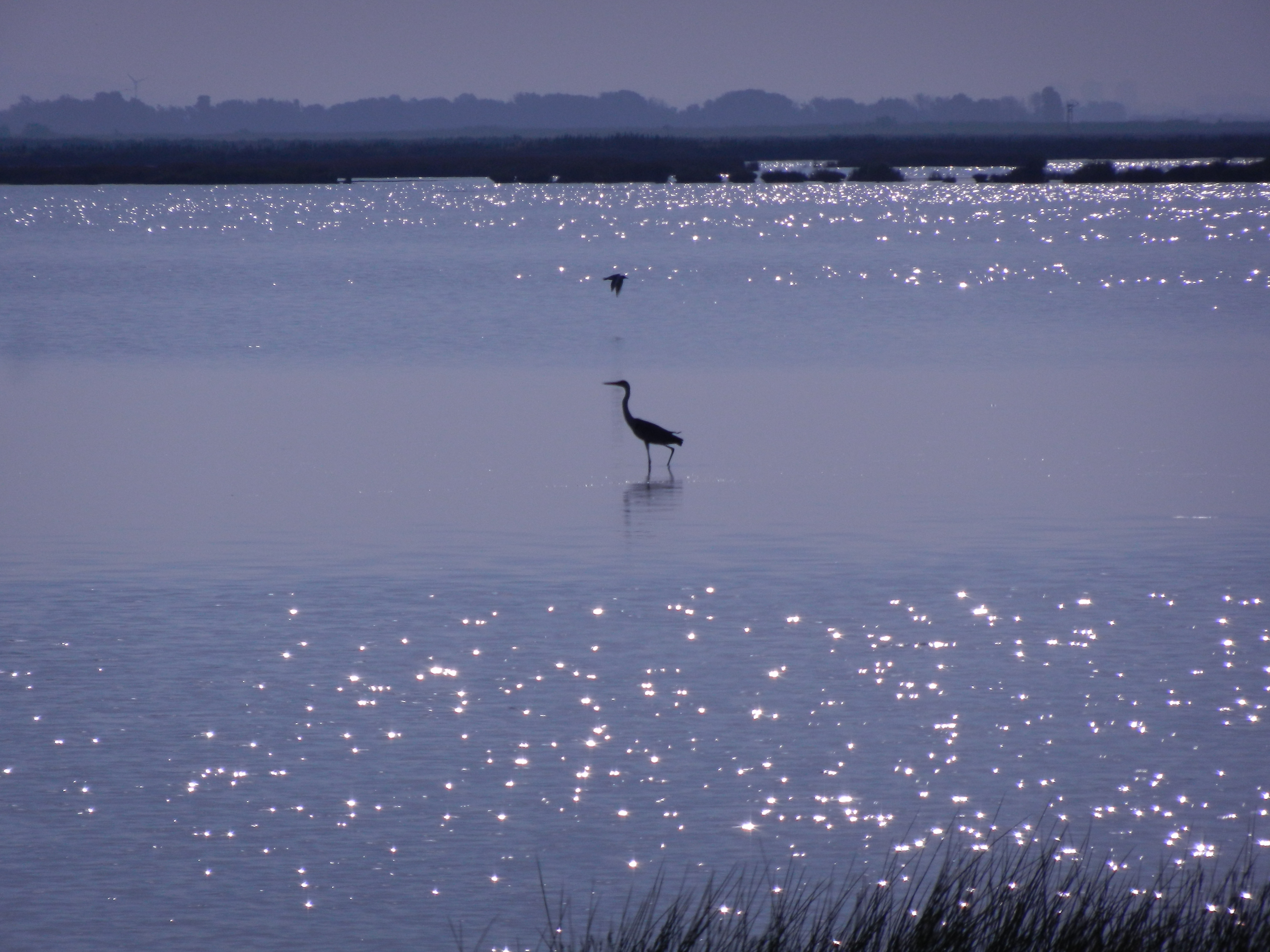